# Sperone

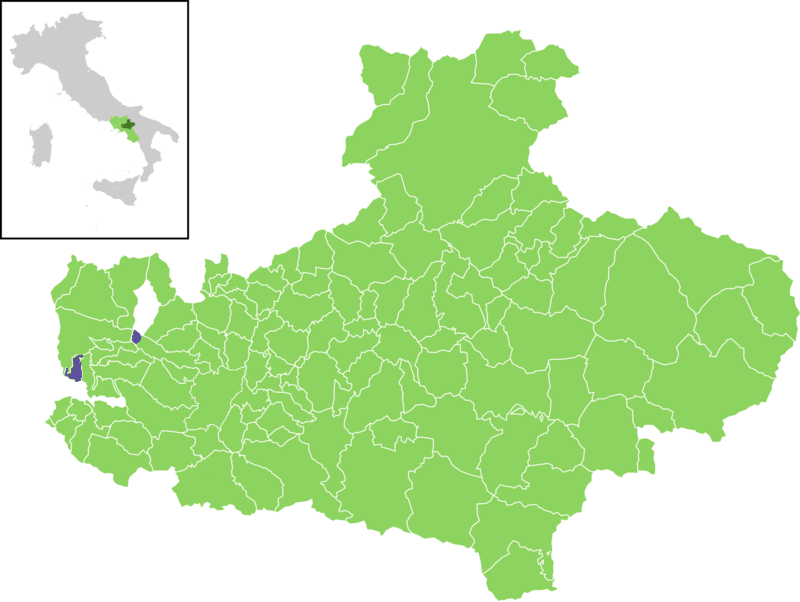
Localização da comuna de Sperone na província de Avellino.

Sperone é uma comuna italiana da região da Campania, província de Avellino, com cerca de 3.185 habitantes. Estende-se por uma área de 3 km², tendo uma densidade populacional de 1062 hab/km². Faz fronteira com Avella, Baiano, Pannarano (BN), San Martino Valle Caudina, Sirignano, Summonte, Visciano (NA).

## Demografia
| Variação demográfica do município entre 1861 e 2011                               |
|                                                                                   |
| Fonte: Istituto Nazionale di Statistica (ISTAT) - Elaboração gráfica da Wikipedia |